# Muzeum Olomoucké pevnosti

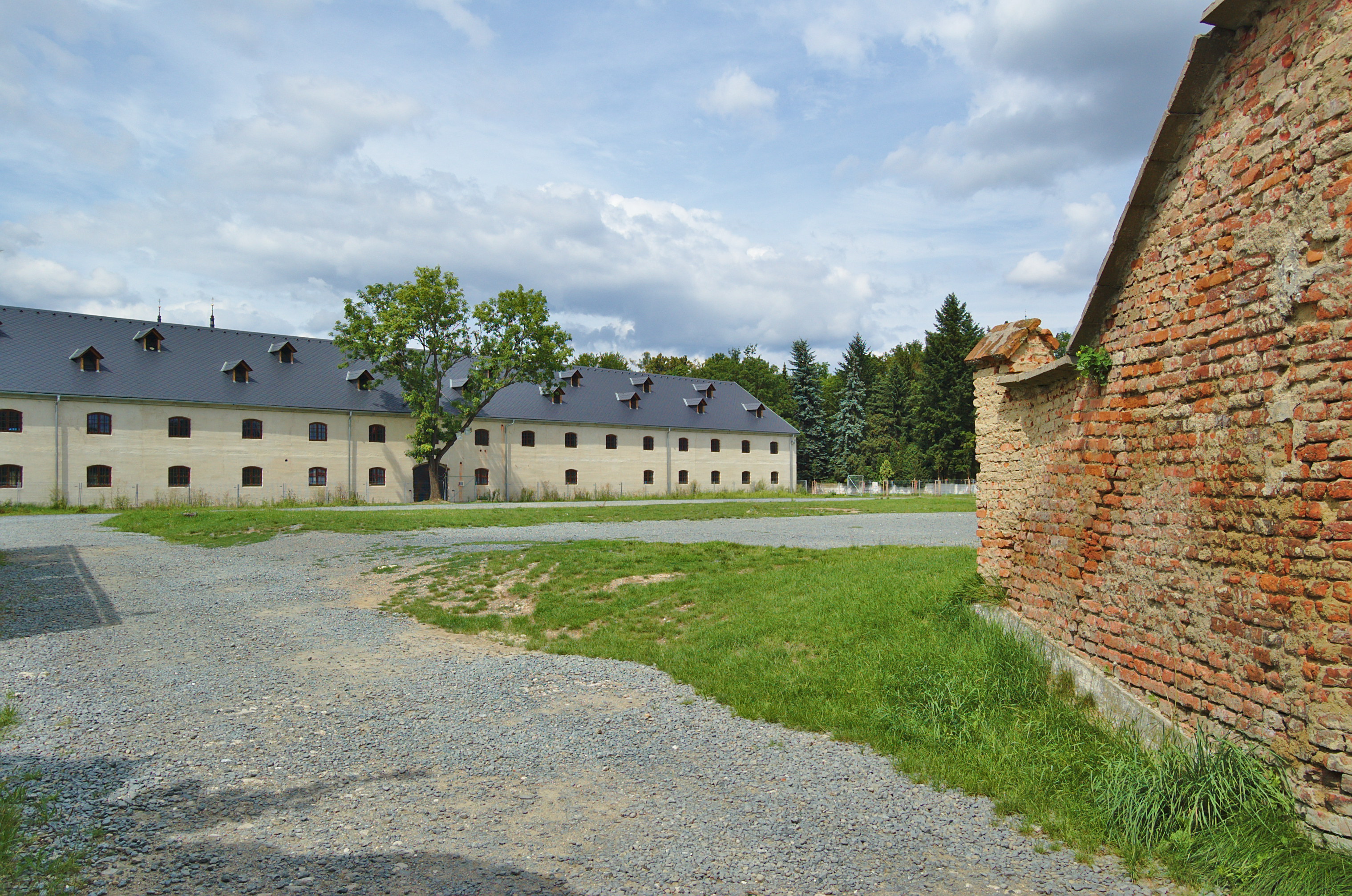
Korunní pevnůstka

Původně občanské sdružení (dnes spolek) Muzeum Olomoucké pevnosti bylo založeno 14. 5. 2007. Vzniklo za účelem rekonstrukce a revitalizace památkově chráněného areálu Korunní pevnůstky v Olomouci a propagace vojenské historie města Olomouc.

## Historie

### Korunní pevnůstka
Vznikla v místě bývalé vesničky Závodí. Je to velmi dochovaná, ucelená část bývalé bastionové pevnosti Olomouc. V roce 1754 bylo zahájeno budování úpravami terénu. V letech 1755-56 byla dokončena tzv. armováním. Pevnůstka sestává z jednoho pětibokého bastionu číslo 24 a dvou půlbastionů číslo 25 a 23. Kurtina mezi bastionem číslo 25 a 24 je prolomena zachovalou vstupní branou. V areálu Korunní pevnůstky se dochovaly barokní prachárna, torzo empírové strážnice a dvě budovy dělostřeleckých laboratoří z poloviny 19. století. Korunní pevnůstka sloužila jako zvláštní vstup do města, a v jejím areálu byly umístěny kanonické zahrady. Stavba olomoucké bastionové pevnosti přišla tehdejší habsburskou státní pokladnu na 10 milionů zlatých.

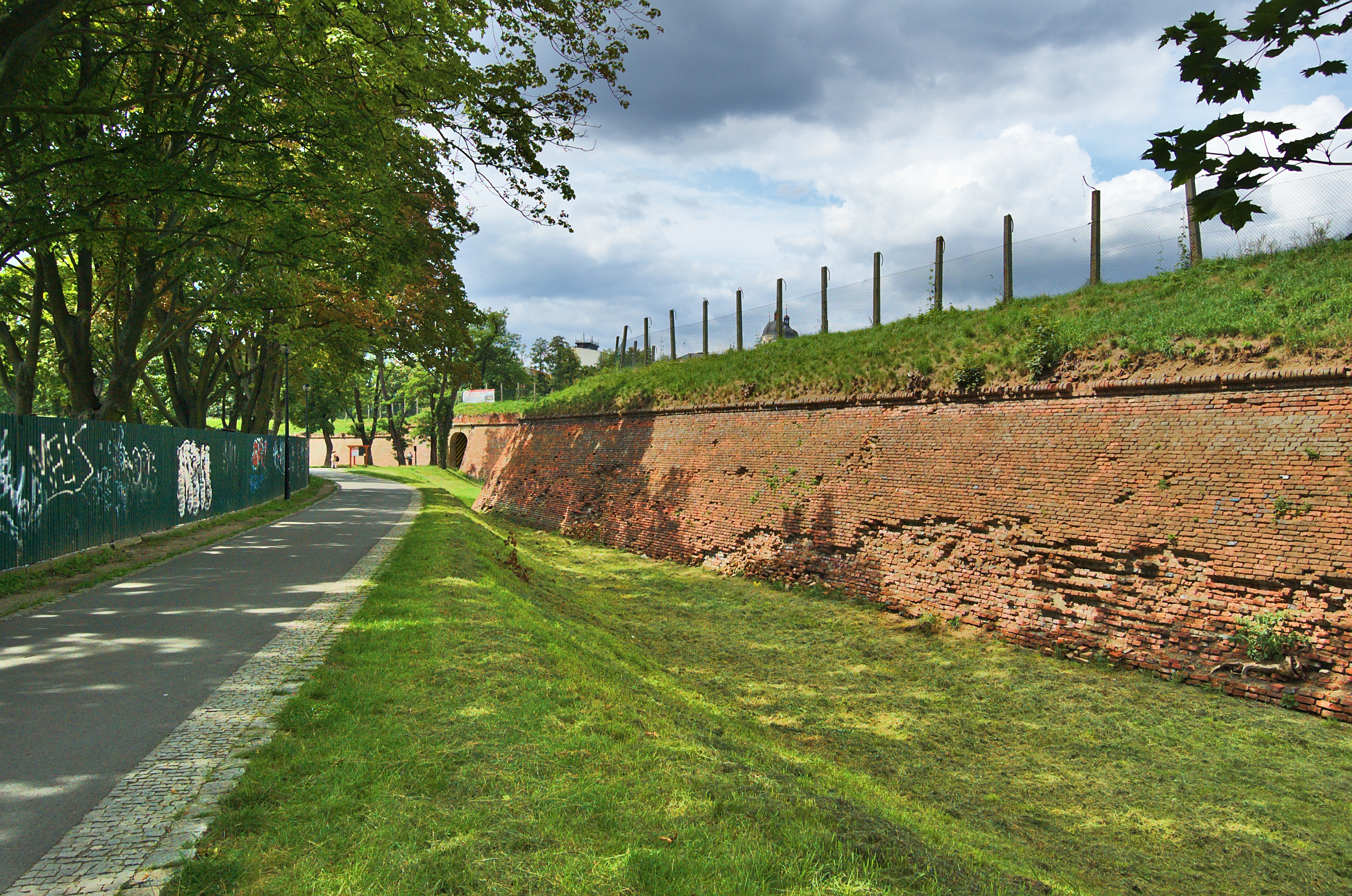
Vnější opevnění Korunní pevnůstky

## Aktivity spolku
- provozování muzea o historii olomouckého opevnění v objektu barokní prachárny v Korunní pevnůstce v Olomouci
- postupná revitalizace památkově chráněného areálu Korunní pevnůstka v Olomouci
- provozování a údržba areálu Korunní pevnůstky v Olomouci jako společenského centra, kde se pořádají kulturní, vzdělávací a sportovní akce
- pořádání akcí, propagujících významnou vojenskou historii města Olomouce
- příprava návštěvnického centra pro celý komplex zachovaných staveb vojenského charakteru v Olomouci i blízkém okolí
- příprava nového oplocení, propojujícího areál se sousední botanickou zahradou a rozáriem
- příprava oddechové zóny v areálu s modelem olomoucké pevnosti u Mlýnského náhonu
- spolupráce s dalšími vlastníky pevnostních objektů v Olomouci a okolí